# 長尾巨棘角鮟鱇
長尾巨棘角鮟鱇，又稱長尾大角鮟鱇，為輻鰭魚綱鮟鱇目棘茄魚亞目巨棘角鮟鱇科的其中一種，分布於中西大西洋海域，屬深海魚類，棲息深度500-1200公尺，雌魚體長可達11.4公分，生活習性不明，不具任何經濟價值。
种加词 longicauda 意为“长尾的”。